# (13765) Nansmith
(13765) Nansmith (1998 SM138) – planetoida z pasa głównego asteroid okrążająca Słońce w ciągu 4,87 lat w średniej odległości 2,87 j.a. Odkryta 26 września 1998 roku.